# Moussa Diop
Pour les articles homonymes, voir Moussa Diop (judo) et Diop.
Moussa Diop, né en 1923 à Dakar (Sénégal - Afrique-Occidentale française) où il est mort de maladie le 9 mars 1961 ou 1967, est l'un des premiers psychiatres sénégalais.

## Biographie
Diop est entré à l'école africaine de médecine de Dakar en 1945. En 1949 il poursuit ses études à Bordeaux. Sa vocation se précise alors et il entreprend l'internat des hôpitaux psychiatriques et soutient en 1958 une thèse Contribution à l'étude de l'angoisse chez l'Africain dans son contexte ethnique. La même année, il revient en Afrique et son travail le conduit à l'agrégation, puis à la chaire de neuro-psychiatrie de la faculté de médecine de Dakar. 
Tout en assurant une activité clinique, il est enseignant-chercheur. Il est le promoteur et l'animateur de la Société de psychopathologie et d'hygiène mentale de Dakar créée le 12 décembre 1964, dont il est le premier président, et il contribue à la naissance de la revue Psychopathologie africaine.
Quelques heures avant sa mort, il demande à être transféré au Centre hospitalier de Fann, où il exercait depuis des années.
Henri Collomb indique dans sa notice nécrologique que « Moussa Diop vivait deux cultures. Il avait ce privilège rare d'être profondément africain, et de l'être resté totalement, malgré de longues expériences d'acculturation en Europe, et de pouvoir non seulement manipuler parfaitement la langue, la logique et la technique occidentales, mais aussi de la percevoir et de l'éprouver comme un occidental. Il avait fait la route de sa culture vers la nôtre, il nous demandait de faire le même chemin de notre culture vers la sienne ».

## Publications
- « Pratiques mystiques et psychopathologie : à partir d'un cas », Psychopathologie africaine, 1965;3(2):304-322.
- avec H.Collomb, « À propos d'un cas d'impuissance ». Psychopathologie africaine, 1965;1(3):487-511.
- « La dépression chez le noir africain », Psychopathologie africaine, 1967;3(2):183-194.

## Postérité
- La clinique psychiatrique du Centre hospitalier de Fann, à Dakar, porte son nom[2]